# فوج براندنبورغ
براندنبورغ ((بالألمانية: Brandenburger) أعضاء في وحدة القوات الخاصة الألمانية براندنبورغ خلال الحرب العالمية الثانية.  تم تشكيل الوحدة وتشغيلها كملحق لجهاز المخابرات العسكري، أبووير. شارك أعضاء هذه الوحدة في الاستيلاء على أهداف مهمة من الناحية التشغيلية عن طريق التخريب والتسلل. كونهم مواطنين ألمان أجانب عملو كمتطوعين نازيين، فقد عاش الأعضاء التأسيسيون في الخارج وكانوا يتقنون اللغات الأجنبية بالإضافة إلى معرفة طريقة الحياة في منطقة العمليات التي تم نشرهم فيها.
كان قسم براندنبورغ تابعًا لجماعات الجيش في الأوامر الفردية وكان يعملون في جميع أنحاء أوروبا الشرقية وجنوب إفريقيا وأفغانستان والشرق الأوسط والقوقاز. في فترة لاحقة من الحرب، تم استخدام أجزاء من الوحدة الخاصة في عمليات Bandenbekämpfung ضد الثوار في يوغوسلافيا قبل تقسيم الشعبة، في الأشهر الأخيرة من الحرب، وتم دمجها في أحد أقسام Panzergrenadier. لقد ارتكبوا جرائم بشعة مختلفة أثناء تنفيذ عملياتهم.

## عمليات

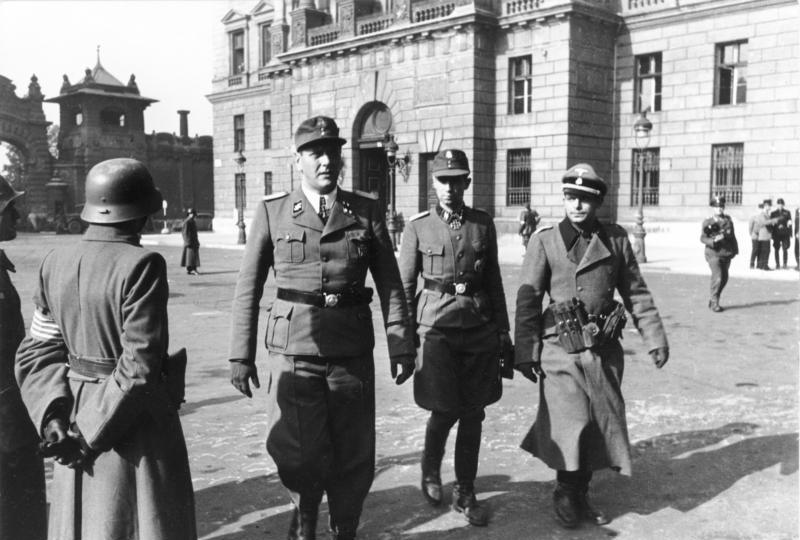
أوتو سكورزيني (يسار) وبراندنبرجر السابق أدريان فون فولكسام (في الوسط) الآن مع سكورزينيز SS-Jagdverbände في بودابست بعد عملية Panzerfaust ، 16 أكتوبر 1944

## الكتائب الفرعية

### كتيبة بيرجمان
كانت كتيبة بيرجمان (التي تعني «عامل منجم») وحدة عسكرية تابعة لوكالة الأستخبارت الألمانية أبوهر خلال الحرب العالمية الثانية، وهي مؤلفة من خمس شركات تديرها ألمانيا من متطوعين من منطقة القوقاز في الاتحاد السوفيتي. تم تشكيل كتيبة من المهاجرين وأسرى الحرب السوفيتيت من الجمهوريات القوقازية في Neuhammer في أكتوبر 1941. في وقت لاحق تم دمج فرقة خاصة من جورجيا مكونة من 130 رجلًا من أبوير والتي تحمل اسم «تمارا -2» في بيرجمان. بحلول مارس 1942، كانت هناك خمس شركات تضم حوالي 300 ألماني و 900 قوقازي. 
في أغسطس 1942، توجه بيرجمان إلى الجبهة الشرقية، حيث شاهد أول نشاط لها في حملة شمال القوقاز في أغسطس 1942. شاركت الوحدة في أعمال معادية للبارتيزان في منطقة موزدوك - نالتشيك - مينيرالني فودي وأجرت الاستطلاع والتخريب في منطقة القوقاز الشمالية. منطقة جروزني. في نهاية عام 1942، أجرى بيرجمان طلعة جوية ناجحة عبر الخطوط السوفيتية، حيث أحضر معهم حوالي 300 من الهاربين من الجيش الأحمر، وغطى تراجع الألمان من القوقاز. مر بيرجمان بسلسلة من الاشتباكات مع الثوار السوفيت والقوات النظامية في شبه جزيرة القرم في فبراير 1943 وتم حلها - مثل وحدات Ostlegionen الأخرى - في نهاية عام 1943. وتم إرسال شركات بيرجمان السابقة المنكوبة بشكل كبير للثيام بمهام الشرطة في اليونان وبولندا. 

### اقتباسات
1. ↑  Lew 1997, The Brandenburg Commandos.
2. 1 2  Hoffmann 1991.